# W. Yvon Dumont
W. Yvon Dumont, CM OM (* 21. Januar 1951 in St. Laurent, Manitoba) ist ein kanadischer Politiker. Von 1993 bis 1999 war er Vizegouverneur der Provinz Manitoba, als erster Angehöriger der Métis.

## Biografie
Dumont trat 1967 der Manitoba Métis Federation (MMF), dem Interessenverband der Métis von Manitoba, bei und leitete ab 1972 den Regionalverband Interlake. Ab 1973 war er geschäftsführender Vizepräsident der MMF, von 1984 bis 1993 deren Präsident. Er gehörte zu den Gründungsmitgliedern des Native Council of Canada und war von 1988 bis 1993 Präsident des Métis National Council, dem nationalen Verband der Métis. Darüber hinaus war er Mitglied des Gemeinderates von St. Laurent und Vorstandsmitglied der University of Manitoba.
Generalgouverneur Ray Hnatyshyn vereidigte Dumont am 5. März 1993 als Vizegouverneur von Manitoba. Er war der erste Métis in diesem repräsentativen Amt und übte es bis zum 2. März 1999 aus. Seine Ernennung stand im Zusammenhang mit der allmählichen Rehabilitierung des Métis-Rebellenführers Louis Riel, der 1885 wegen Hochverrats hingerichtet wurde, heute aber als Gründervater von Manitoba angesehen wird.
1996 erhielt Dumont für seine Verdienste die Ehrendoktorwürde der University of Manitoba, fünf Jahre später den Order of Manitoba. 2003 wollte er erneut zum Präsidenten der MMF gewählt werden, unterlag jedoch.